# Филип Анђушић
Филип Анђушић (Пљевља, 22. јануар 2002) црногорски је кошаркаш. Игра на позицијама крилног центра и центра, а тренутно наступа за Подгорицу.

## Каријера

### Клупска
Анђушић је поникао у клубу Пљевља. Лета 2016. преселио се у Србију и прикључио млађим категоријама Визуре. У сезони 2018/19. проглашен је за најкориснијег играча регуларног дела Кадетске лиге Србије. Већ почетком маја 2019. потписао је стипендијски уговор са Црвеном звездом и одмах се придружио њеном јуниорском тиму.
Анђушић је 1. фебруара 2020. потписао четвороипогодишњи уговор са Црвеном звездом. Пред почетак сезоне 2020/21. уступљен је на једногодишњу позајмицу Тамишу. Наредне сезоне поново је био на позајмици, али овога пута у Слодесу. Крајем јула 2022. потписао је за Подгорицу.

### Репрезентативна
Са младом репрезентацијом Црне Горе освојио је бронзану медаљу на Европском првенству 2022. године, одржаном у Подгорици.

## Успеси

### Репрезентативни
- Европско првенство до 20 година:  2022.